# اعلانات حمایتی
اعلانات حمایتی (به انگلیسی: Underwriting spot) به یک سری اعلانات از تلویزیون و رادیو گفته می‌شود که در ازای دریافت وجه از درخواست‌کننده انجام می‌شود. اعلانات حمایتی مخصوصاً در آمریکا انجام می‌شود. این اعلانات به صورتی است که نمی‌شود آن را تبلیغ نامید زیرا اشاره به قیمت کالا یا خدمات یا هرگونه اشاره به منفعت مالی طبق قوانین ممنوع می‌باشد. اعلانات نباید بیشتر از ۳۰ ثانیه باشد. هرگونه اشاره‌ای به حرکت دعوت به عمل نیز ممنوع می‌باشد. در عین حال نام بردن از شخص حامی، ذکر آدرس و نشان دادن لوگو منع قانونی ندارد.
اعلانات در مواقعی می‌تواند حتی تبریک به یک شخص یا اعلام ساپورت و حمایت از یک شخص حقیقی یا حقوقی باشد.